# Continentaal Leger

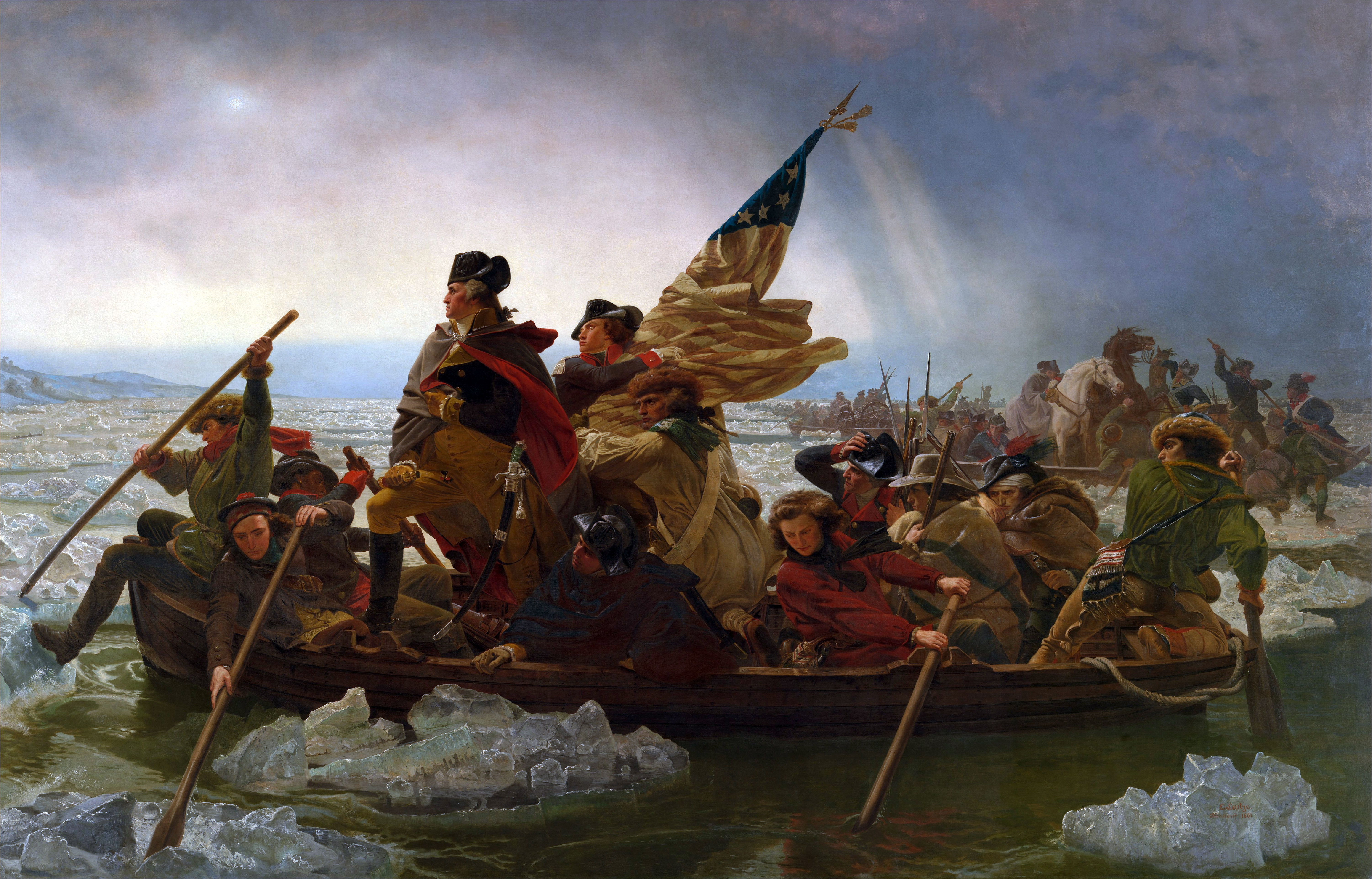
Washington steekt de Delaware over op 25 december 1776. Schilderij van Emanuel Leutze

Het Continentale Leger (Engels: Continental Army) was een leger dat na het uitbreken van de Amerikaanse Onafhankelijkheidsoorlog door de toenmalige staten van de Verenigde Staten van Amerika werd opgericht. Het werd opgericht na een stemming van het Continental Congress op 14 juni 1775, om te strijden tegen Groot-Brittannië. Vanaf 15 juni 1775 was de eerste generaal van het leger, en later de eerste president van de VS, George Washington opperbevelhebber gedurende de gehele oorlog. Kort na zijn aanstelling vaardigde hij een decreet uit, dat de opname van zwarte soldaten verbood. Zoals de andere slavenhouders in de leiding van de opstandelingen vreesde hij een slavenopstand als zwarten leerden met wapens om te gaan. In 1778 werden in Rhode Island, toen de staat het opgelegde quotum anders niet kon vullen, toch zwarte soldaten gerekruteerd, waarbij slaven de belofte van vrijheid kregen tegen een vergoeding voor hun eigenaren. Het regiment stond onder het commando van een verre neef van Nathanael Greene, de rechterhand van Washington.
Uit Pruisen werd een ontslagen stafofficier geëngageerd, Friedrich Wilhelm von Steuben, om een opleidingsprogramma op te stellen. Steubens methode was het trainen van een "modeleenheid", een groep van 120 mannen gekozen om hun bekwaamheid, die op hun beurt andere eenheden opleidden. Zo werden regimenten gevormd. Hij trainde de soldaten, allen vrijwilligers in uiteenlopende kledingstukken, in volledig militair gala-uniform met ster en lint. Hij introduceerde ook de bajonettraining.
Het grootste deel van de Continental Army werd ontbonden in 1783 na het Verdrag van Parijs waar de oorlog beëindigd werd. De resterende eenheden vormden het leger van de Verenigde Staten.